# Dyskografia Dido
Dyskografia Dido – brytyjskiej popowej piosenkarki składa się z pięciu albumów studyjnych, jednego DVD, dwóch minialbumów, dwudziestu dwu singli (w tym sześciu z gościnnym udziałem) oraz czternastu teledysków.
Dido zadebiutowała w 1995 roku koncertując wraz z grupą Faithless. W tym samym roku ukazał się jej solowy album demo, zatytułowany Odds & Ends. W 1997 roku podpisała kontrakt z wytwórnią płytową Arista Records w Stanach Zjednoczonych. Pierwszy album studyjny Dido, No Angel, został wydany 1 czerwca 1999 roku i zajął pierwsze miejsce na listach przebojów w Australii, Austrii, Finlandii, Francji, Irlandii, Norwegii, Nowej Zelandii oraz Wielkiej Brytanii, gdzie uzyskał status dziesięciokrotnej platynowej płyty. W 2000 roku amerykański raper Eminem wykorzystał próbki utworu Dido „Thank You” w swoim singlu „Stan”, który zajął pierwsze miejsce na liście UK Singles Chart i uzyskał w tym kraju status platynowej płyty. Łącznie z albumu No Angel wydano pięć singli, z których „Thank You”, „Here with Me” oraz „Hunter” były notowane w pierwszej dwudziestce na liście przebojów w Wielkiej Brytanii. W 2002 roku debiutancki album piosenkarki zdobył nagrodę Brit Awards w kategorii Najlepszy Brytyjski Album. 30 września 2003 roku piosenkarka wydała swój drugi studyjny album, Life for Rent, który tak jak poprzedni zajął czwarte miejsce na liście Billboard 200. Singlem promującym nową płytę został „White Flag”, który zdobył status złotej płyty w Australii, Austrii, Niemczech, Stanach Zjednoczonych i Szwajcarii. Kolejnymi singlami pochodzącymi z albumu były „Life for Rent”, „Don't Leave Home” i „Sand in My Shoes”. W 2005 roku zostało wydane pierwsze DVD piosenkarki, zatytułowane Live at Brixton Academy, które uzyskało status platynowej płyty w Australii i we Francji. Trzeci album studyjny, Safe Trip Home, został wydany 17 listopada 2008 roku. Był on drugim albumem Dido, który zajął pierwsze miejsce na liście przebojów w Szwajcarii. Z albumu wydano dwa single – „Don't Believe in Love” i „Quiet Times”. 13 stycznia 2013 roku ukazał się singel „No Freedom”, promujący czwarty album studyjny piosenkarki, zatytułowany Girl Who Got Away, który uzyskał status złotej płyty w Polsce i srebrnej płyty w Wielkiej Brytanii. Drugim singlem pochodzącym z tego wydawnictwa został utwór „End of Night”.

## Albumy studyjne
| Rok                                                     | Dane dot. albumu                                                                                             | Pozycje na listach przebojów | Pozycje na listach przebojów | Pozycje na listach przebojów | Pozycje na listach przebojów | Pozycje na listach przebojów | Pozycje na listach przebojów | Pozycje na listach przebojów | Pozycje na listach przebojów | Pozycje na listach przebojów | Pozycje na listach przebojów | Pozycje na listach przebojów | Pozycje na listach przebojów | Pozycje na listach przebojów | Pozycje na listach przebojów | Pozycje na listach przebojów | Pozycje na listach przebojów | Pozycje na listach przebojów | Pozycje na listach przebojów | Pozycje na listach przebojów | Certyfikat |
| Rok                                                     | Dane dot. albumu                                                                                             | GBR                          | AUS                          | AUT                          | BEL (FLA)                    | BEL (WAL)                    | CAN                          | DNK                          | FIN                          | FRA                          | DEU                          | ITA                          | IRL                          | NLD                          | NOR                          | NZL                          | POL                          | SWE                          | CHE                          | USA                          | Certyfikat |
| ------------------------------------------------------- | --- | ---------------------------- | ---------------------------- | ---------------------------- | ---------------------------- | ---------------------------- | ---------------------------- | ---------------------------- | ---------------------------- | ---------------------------- | ---------------------------- | ---------------------------- | ---------------------------- | ---------------------------- | ---------------------------- | ---------------------------- | ---------------------------- | ---------------------------- | ---------------------------- | ---------------------------- | --- |
| 1999                                                    | No Angel - Wydany: 1 czerwca 1999 - Wytwórnia: Arista Records - Format: CD, CD/DVD, CC, LP, digital download | 1                            | 1                            | 1                            | 3                            | 8                            | 4                            | 2                            | 1                            | 1                            | 2                            | 4                            | 1                            | 3                            | 1                            | 1                            | 4                            | 2                            | 2                            | 4                            | - UK: 10× platyna - AUS: 6× platyna - AUT: platyna - CAN: 4× platyna - FIN: platyna - FRA: diament - GER: 3× złoto - POL: platyna - SWI: 3× platyna - USA: 4× platyna                |
| 2003                                                    | Life for Rent - Wydany: 30 września 2003 - Wytwórnia: Arista Records - Format: CD, CC, digital download, LP  | 1                            | 1                            | 2                            | 1                            | 1                            | 2                            | 1                            | 3                            | 1                            | 1                            | 2                            | 1                            | 1                            | 2                            | 1                            | 1                            | 1                            | 1                            | 4                            | - UK: 9× platyna - AUS: 6× platyna - AUT: platyna - CAN: 3× platyna - FIN: złoto - FRA: 2× platyna - GER: 3× platyna - POL: złoto - SWE: platyna - SWI: 3× platyna - USA: 2× platyna |
| 2008                                                    | Safe Trip Home - Wydany: 17 listopada 2008 - Wytwórnia: Arista Records - Format: CD, digital download        | 2                            | 6                            | 11                           | 9                            | 7                            | 9                            | 20                           | 24                           | 3                            | 3                            | 11                           | 11                           | 8                            | 18                           | 6                            | 14                           | 20                           | 1                            | 13                           | - UK: złoto - AUS: złoto - CAN: platyna - FRA: złoto - GER: złoto - IRL: złoto - POL: złoto - SWI: platyna                                                                           |
| 2013                                                    | Girl Who Got Away - Wydany: 4 marca 2013 - Wytwórnia: RCA Records - Format: CD, digital download             | 5                            | 12                           | 6                            | 14                           | 7                            | 10                           | 23                           | 45                           | 3                            | 2                            | 24                           | 14                           | 8                            | 8                            | 11                           | 5                            | 20                           | 2                            | 32                           | - UK: srebro - POL: złoto |
| 2019                                                    | Still on My Mind - Wydany: 8 marca 2019 - Wytwórnia: BMG - Format: CD, LP, digital download                  | 3                            | 14                           | 5                            | 10                           | 12                           | 12                           | –                            | –                            | 11                           | 6                            | 27                           | 18                           | 19                           | –                            | 31                           | 13                           | –                            | 4                            | 45                           | - UK: srebro |
| „–” oznacza, że album nie był notowany na danej liście. | |                              |                              |                              |                              |                              |                              |                              |                              |                              |                              |                              |                              |                              |                              |                              |                              |                              |                              |                              | |

## Albumy demo
| Rok  | Dane dot. albumu                               |
| ---- | ---------------------------------------------- |
| 1995 | Odds & Ends - Wytwórnia: Nettwerk - Format: CD |

## EP
| Rok  | Dane dot. albumu                                                                           |
| ---- | ------------------------------------------------------------------------------------------ |
| 1999 | The Highbury Fields EP - Wydany: 1999 - Wytwórnia: Arista Records - Format: CD             |
| 2005 | Dido Live - Wydany: 21 czerwca 2005 - Wytwórnia: Arista Records - Format: digital download |

## Kompilacje
| Rok  | Dane dot. albumu                                                                                  | Najwyższe pozycje na listach | Najwyższe pozycje na listach | Najwyższe pozycje na listach | Najwyższe pozycje na listach | Najwyższe pozycje na listach | Najwyższe pozycje na listach | Najwyższe pozycje na listach |
| Rok  | Dane dot. albumu                                                                                  | GBR                          | AUS                          | BEL (FLA)                    | BEL (WAL)                    | FRA                          | IRL                          | SWI                          |
| ---- | ------------------------------------------------------------------------------------------------- | ---------------------------- | ---------------------------- | ---------------------------- | ---------------------------- | ---------------------------- | ---------------------------- | ---------------------------- |
| 2013 | Greatest Hits - Wydany: 25 listopada 2013 - Wytwórnia: RCA Records - Format: CD, digital download | 27                           | 96                           | 81                           | 61                           | 170                          | 41                           | 57                           |

## Single
| Rok                                                      | Tytuł                    | Najwyższe pozycje na listach | Najwyższe pozycje na listach | Najwyższe pozycje na listach | Najwyższe pozycje na listach | Najwyższe pozycje na listach | Najwyższe pozycje na listach | Najwyższe pozycje na listach | Najwyższe pozycje na listach | Najwyższe pozycje na listach | Najwyższe pozycje na listach | Najwyższe pozycje na listach | Najwyższe pozycje na listach | Najwyższe pozycje na listach | Najwyższe pozycje na listach | Najwyższe pozycje na listach | Najwyższe pozycje na listach | Najwyższe pozycje na listach | Certyfikat                                                       | Album                                                   |
| Rok                                                      | Tytuł                    | GBR                          | AUS                          | AUT                          | BEL (FLA)                    | BEL (WAL)                    | DNK                          | FIN                          | FRA                          | DEU                          | ITA                          | IRL                          | NLD                          | NOR                          | NZL                          | SWE                          | CHE                          | USA                          | Certyfikat                                                       | Album                                                   |
| -------------------------------------------------------- | ------------------------ | ---------------------------- | ---------------------------- | ---------------------------- | ---------------------------- | ---------------------------- | ---------------------------- | ---------------------------- | ---------------------------- | ---------------------------- | ---------------------------- | ---------------------------- | ---------------------------- | ---------------------------- | ---------------------------- | ---------------------------- | ---------------------------- | ---------------------------- | ---------------------------------------------------------------- | ------------------------------------------------------- |
| 1999                                                     | „Here with Me”           | 4                            | 54                           | –                            | 7                            | 25                           | 12                           | 6                            | 4                            | 16                           | –                            | 8                            | 24                           | 8                            | 3                            | 19                           | 6                            | –                            | - UK: srebro                                                     | No Angel                                                |
| 2000                                                     | „Don't Think of Me”      | –                            | –                            | –                            | –                            | –                            | –                            | –                            | –                            | –                            | –                            | –                            | –                            | –                            | –                            | –                            | –                            | –                            |                                                                  | No Angel                                                |
| 2000                                                     | „Thank You”              | 3                            | –                            | 15                           | 22                           | 29                           | –                            | –                            | 30                           | 17                           | –                            | 5                            | 29                           | 17                           | 3                            | 42                           | 16                           | 3                            | - USA: złoto                                                     | No Angel                                                |
| 2001                                                     | „Hunter”                 | 17                           | 50                           | –                            | Tip:7                        | Tip:4                        | –                            | –                            | 45                           | –                            | –                            | 48                           | 73                           | –                            | 28                           | –                            | 59                           | –                            |                                                                  | No Angel                                                |
| 2001                                                     | „All You Want”           | –                            | –                            | –                            | –                            | –                            | –                            | –                            | –                            | –                            | –                            | –                            | –                            | –                            | –                            | –                            | –                            | –                            |                                                                  | No Angel                                                |
| 2003                                                     | „White Flag”             | 2                            | 1                            | 1                            | –                            | –                            | 2                            | 19                           | 5                            | 1                            | 1                            | 2                            | 5                            | 1                            | 12                           | 2                            | 2                            | 18                           | - AUS: złoto - AUT: złoto - GER: złoto - SWI: złoto - USA: złoto | Life for Rent                                           |
| 2003                                                     | „Life for Rent”          | 8                            | 28                           | 31                           | 27                           | 34                           | –                            | –                            | 24                           | 33                           | 8                            | 8                            | 24                           | –                            | 17                           | 20                           | 19                           | –                            |                                                                  | Life for Rent                                           |
| 2004                                                     | „Don't Leave Home”       | 25                           | –                            | 54                           | 50                           | Tip:2                        | –                            | –                            | –                            | 67                           | –                            | 35                           | 38                           | –                            | –                            | –                            | 45                           | –                            |                                                                  | Life for Rent                                           |
| 2004                                                     | „Sand in My Shoes”       | 29                           | 37                           | 57                           | Tip:15                       | –                            | –                            | –                            | –                            | 54                           | –                            | 27                           | 59                           | –                            | –                            | –                            | 95                           | –                            |                                                                  | Life for Rent                                           |
| 2008                                                     | „Don't Believe in Love”  | 54                           | –                            | 29                           | 45                           | 14                           | –                            | –                            | –                            | –                            | 2                            | –                            | 83                           | –                            | –                            | –                            | 16                           | –                            |                                                                  | Safe Trip Home                                          |
| 2009                                                     | „Quiet Times”            | –                            | –                            | –                            | –                            | –                            | –                            | –                            | –                            | –                            | –                            | –                            | –                            | –                            | –                            | –                            | –                            | –                            |                                                                  | Safe Trip Home                                          |
| 2010                                                     | „Everything to Lose”     | –                            | 84                           | –                            | –                            | –                            | –                            | –                            | –                            | –                            | –                            | –                            | –                            | –                            | –                            | –                            | –                            | –                            |                                                                  | Sex and the City 2 (Original Motion Picture Soundtrack) |
| 2013                                                     | „No Freedom”             | 51                           | –                            | –                            | 43                           | 18                           | –                            | –                            | 64                           | 59                           | –                            | –                            | 98                           | –                            | –                            | –                            | 28                           | –                            |                                                                  | Girl Who Got Away                                       |
| 2013                                                     | „End of Night”           | –                            | –                            | –                            | Tip:38                       | Tip:14                       | –                            | –                            | –                            | –                            | –                            | –                            | –                            | –                            | –                            | –                            | –                            | –                            |                                                                  | Girl Who Got Away                                       |
| 2023                                                     | „Thank You (Not So Bad)” |                              |                              |                              |                              |                              |                              |                              |                              |                              |                              |                              |                              |                              |                              |                              |                              |                              | - POL: 2× platyna                                                | singel niealbumowy                                      |
| „–” oznacza, że singel nie był notowany na danej liście. |                          |                              |                              |                              |                              |                              |                              |                              |                              |                              |                              |                              |                              |                              |                              |                              |                              |                              |                                                                  |                                                         |

### Z gościnnym udziałem
| 2000                                                     | „Stan” (Eminem)                              | 1   | 1  | 1  | 1 | 1 | 4  | 1  | 1  | 1 | 3  | 14 | 1  | The Marshall Mathers LP   |
| 2002                                                     | „One Step Too Far” (Faithless)               | 6   | 21 | –  | – | – | –  | 48 | 13 | 8 | 47 | –  | 51 | Outrospective             |
| 2003                                                     | „Feels Like Fire” (Santana)                  | –   | –  | –  | – | – | –  | –  | –  | – | –  | 26 | –  | Shaman                    |
| 2004                                                     | „Do They Know It’s Christmas?” (Band Aid 20) | 1   | 9  | 15 | 1 | 6 | 72 | 7  | 1  | 1 | 3  | 1  | 7  | –                         |
| 2008                                                     | „Sing” (Annie Lennox)                        | –   | –  | –  | – | – | –  | –  | –  | – | –  | –  | –  | Songs of Mass Destruction |
| 2010                                                     | „Feelin’ Good” (Faithless)                   | 125 | –  | –  | – | – | –  | –  | –  | – | –  | –  | –  | The Dance                 |
| „–” oznacza, że singel nie był notowany na danej liście. |                                              |     |    |    |   |   |    |    |    |   |    |    |    |                           |

### Single promocyjne
| Rok  | Tytuł                                   | Album             |
| ---- | --------------------------------------- | ----------------- |
| 2012 | „Let Us Move On” (feat. Kendrick Lamar) | Girl Who Got Away |

## DVD
| Rok  | Dane dot. wydawnictwa                                                                 | Pozycje na listach przebojów | Pozycje na listach przebojów | Pozycje na listach przebojów | Pozycje na listach przebojów | Pozycje na listach przebojów | Certyfikat                    |
| Rok  | Dane dot. wydawnictwa                                                                 | AUT                          | BEL (FLA)                    | BEL (WAL)                    | ITA                          | NLD                          | Certyfikat                    |
| ---- | ------------------------------------------------------------------------------------- | ---------------------------- | ---------------------------- | ---------------------------- | ---------------------------- | ---------------------------- | ----------------------------- |
| 2005 | Live at Brixton Academy - Wydany: 13 czerwca 2005 - Wytwórnia: Sony BMG - Format: DVD | 3                            | 1                            | 1                            | 14                           | 3                            | - AUS: platyna - FRA: platyna |

## Pozostałe utwory
| Rok  | Utwór                                   | Album                                    | Uwagi                                                                              |
| ---- | --------------------------------------- | ---------------------------------------- | ---------------------------------------------------------------------------------- |
| 1996 | „Flowerstand Man”                       | Reverence                                | Gościnny występ w utworze grupy Faithless.                                         |
| 1998 | „Postcards”                             | Sunday 8PM                               | Gościnny występ w utworze grupy Faithless.                                         |
| 1998 | „Hem of His Garment”                    | Sunday 8PM                               | Gościnny występ w utworze grupy Faithless.                                         |
| 2004 | „Don’t You Trust Me”                    | Loyal to the Game                        | Gościnny występ w utworze 2Paca.                                                   |
| 2004 | „No Roots”                              | No Roots                                 | Gościnny występ w utworze grupy Faithless.                                         |
| 2004 | „I Eat Dinner (When the Hunger’s Gone)” | Bridget Jones: The Edge Of Reason        | Cover utworu Kate and Anna McGarrigle wraz z gościnnym udziałem Rufusa Wainwright. |
| 2006 | „Last This Day”                         | To All New Arrivals                      | Gościnny występ w utworze grupy Faithless.                                         |
| 2010 | „North Star”                            | The Dance                                | Gościnny występ w utworze grupy Faithless.                                         |
| 2010 | „If I Rise”                             | 127 Hours: Music from the Motion Picture | Gościnny występ w singlu A.R. Rahmana promującym film 127 godzin.                  |

## Teledyski
| Rok  | Singel                           | Reżyser                 |
| ---- | -------------------------------- | ----------------------- |
| 2000 | „Stan”                           | Dr. Dre i Philip Atwell |
| 2001 | „Here with Me” (Wersja pierwsza) | Big TV!                 |
| 2001 | „Here with Me” (Wersja druga)    | Liz Friedlander         |
| 2001 | „Thank You”                      | David Meyers            |
| 2001 | „Hunter”                         | Matthew Rolston         |
| 2002 | „One Step Too Far”               | Liz Friedlander         |
| 2003 | „White Flag”                     | Manny Rodriguez         |
| 2003 | „Life for Rent”                  | Sophie Muller           |
| 2004 | „Don’t Leave Home”               | Jake Nava               |
| 2004 | „Sand in My Shoes”               | Alex DeRackoff          |
| 2008 | „Don’t Believe in Love”          | AlexandLiane            |
| 2010 | „If I Rise”                      | –                       |
| 2013 | „No Freedom”                     | Ethan Lader             |
| 2013 | „End of Night”                   | De La Muerte            |